# 太平洋西南航空
- 關於其他国家同样被称为“太平洋航空”的航空公司，請見「太平洋航空」。
- 關於其他国家同样被称为“西南航空”的航空公司，請見「西南航空 (消歧义)」。

太平洋西南航空（英語：Pacific Southwest Airlines，簡稱PSA，IATA代碼：PS, ICAO代碼：PSA, 呼号：PSA）曾是一家總部設在加州圣地亚哥的航空公司，後來在1987年被全美航空併購。在此之前，太平洋西南航空曾是美國最大的廉價航空公司之一，而且普遍被認為是後來西南航空的濫觴。在與全美航空合併後，為了保有商標，該航空公司的英文名稱PSA Airlines轉換給全美航空的一家子航空Jetstream International Airlines所使用，全美航空擁有該公司百分之百的股權。所以後來的PSA Airlines與先前被合併的太平洋西南航空並無直接的關係。

## 歷史
太平洋西南航空創建於1949年，最早使用一架租用的DC-3型客機營運，中停洛杉磯地區的Burbank機場，往來聖地牙哥與加州奧克蘭國際機場之間。在當時的辦公地點是二次世界大戰的軍營改建而成。在1951年，太平洋西南航空增加了往來舊金山國際機場的航線。在1955年，向Capital航空兩架道格拉斯DC-4型的客機，並將飛機的窗戶周圍畫上外框，使其看起來像是新型的道格拉斯DC-6客機。
在1960年代，太平洋西南航空使用洛克希德公司的L-188 Electra飛機往來聖地牙哥與舊金山，在1960年代末期，該公司改用波音727與波音737機型來服務此一航線。在1970年代中期，太平洋西南航空也曾經使過用洛克希德公司的L-1011廣體機型一小段時間，但後來認為該機型獲利效果不佳而出售。值得一提的是，該公司所使用過的L-1011-1機型在飛機下層貨艙的部分也設有座位。在1930年代，太平洋西南航空擴張航線，開始往來北加州首府沙加緬度，北加州聖荷西，北加州長灘與南加州安大略。直到1980年，太平洋西南航空已經開始在洛杉磯國際機場建立轉運中心。
在1978年美國航空管制取消法案實施後，加州幾個主要的州內航空公司，像是太平洋西南航空，加州航空（Air California， AirCal）、西部航空（Western Airlines）與聯合航空，開始了一場激烈的殺價競爭。此時，太平洋西南航空開始嘗試把觸角延伸到加州之外，如內華達州的雷諾與拉斯維加斯，猶他州的鹽湖城，與亞利桑那州的鳳凰城，其中還曾經營過往來墨西哥航線一小段時間。同時，太平洋西南航空也開始在一些主要的機場，引進新的自動票務與報到系統。後來太平洋航空計畫買下一家來自德克薩斯州的航空公司。在此同時，更往北擴展航線至華盛頓州、俄勒岡州與愛德華州。在西岸的一些較小型的機場，如加州的Eureka與Concord，太平洋航空使用的BAe-146區域型的噴射客機來營運。太平洋航空曾經替這些新的BAe-146公開舉辦過一個徵名競賽，當時最後獲選的名字為Smiliner（微笑航線 Smiliner）。
在1986年，西部航空與加州航空分別被達美航空與美國航空所收購。在當年，一般認為全美航空正準備要收購加州航空，因為兩家航空公司均擁有波音737-300型機隊，但卻遭美國航空捷足先登，全美航空便轉而收購計畫中第二順位的太平洋西南航空。在當時，當美國航空聽到全美航空有意收購加州航空的消息後，美國航空積極地討好加州航空的董事會。其實，以機隊共通性而言，收購太平洋西南航空對美國航空更有助益，當美國航空當時卻是著眼在市場佔有率。一般認為美國航空與加州航空的合併案就是想要阻撓全美航空的擴張。然而，後來證明此一阻撓並未見效。
就在加州航空收購案正式宣布後一個小時，太平洋西南航空同意在1987年以前與全美航空合併，合併後全美航空為存續公司。最後一班太平洋西南航空的班機在在1988年4月8日起飛。太平洋西南航空原有航線路網逐漸被全美航空所吸收，在1994年時便全數由全美航空所取代。太平洋西南航空原有的資產不是被報廢，就是被移往全美航空在美國東岸的轉運中心所使用。太平洋西南航空原有在聖地牙哥國際機場的營運總部則被改當成機場的通勤航廈。在一開始，太平洋西南航空雄心勃勃想要成為全國性的航空公司，但此一夢想從未實現。截至被收購當時，太平洋西南航空的航線路網也只涵括了美國西部，往東最遠也只延伸到科羅拉多州與新墨西哥州。後來崛起的西南航空建立了不少與當年太平洋航空相同的航線，往來聖地牙哥。
在聖地牙哥飛航博物館中有一個太平洋西南航空的展示專區。
在1965年到1973年，太平洋西南航空曾是ABC電視公司一個節目名為《約會遊戲》（英文：The Dating Game）的獨家贊助廠商。
在2005年全美航空與美西航空合併後，一架全美航空空中巴士A319客機的塗裝被改為太平洋西南航空的舊塗裝，因為太平洋航空是組成全美航空的四家航空之一。在2006年3月30日，該客機在聖地牙哥通勤航廈正式啟用，執行一些與先前太平航西南航空的舊航線，以資紀念。

## 公司文化

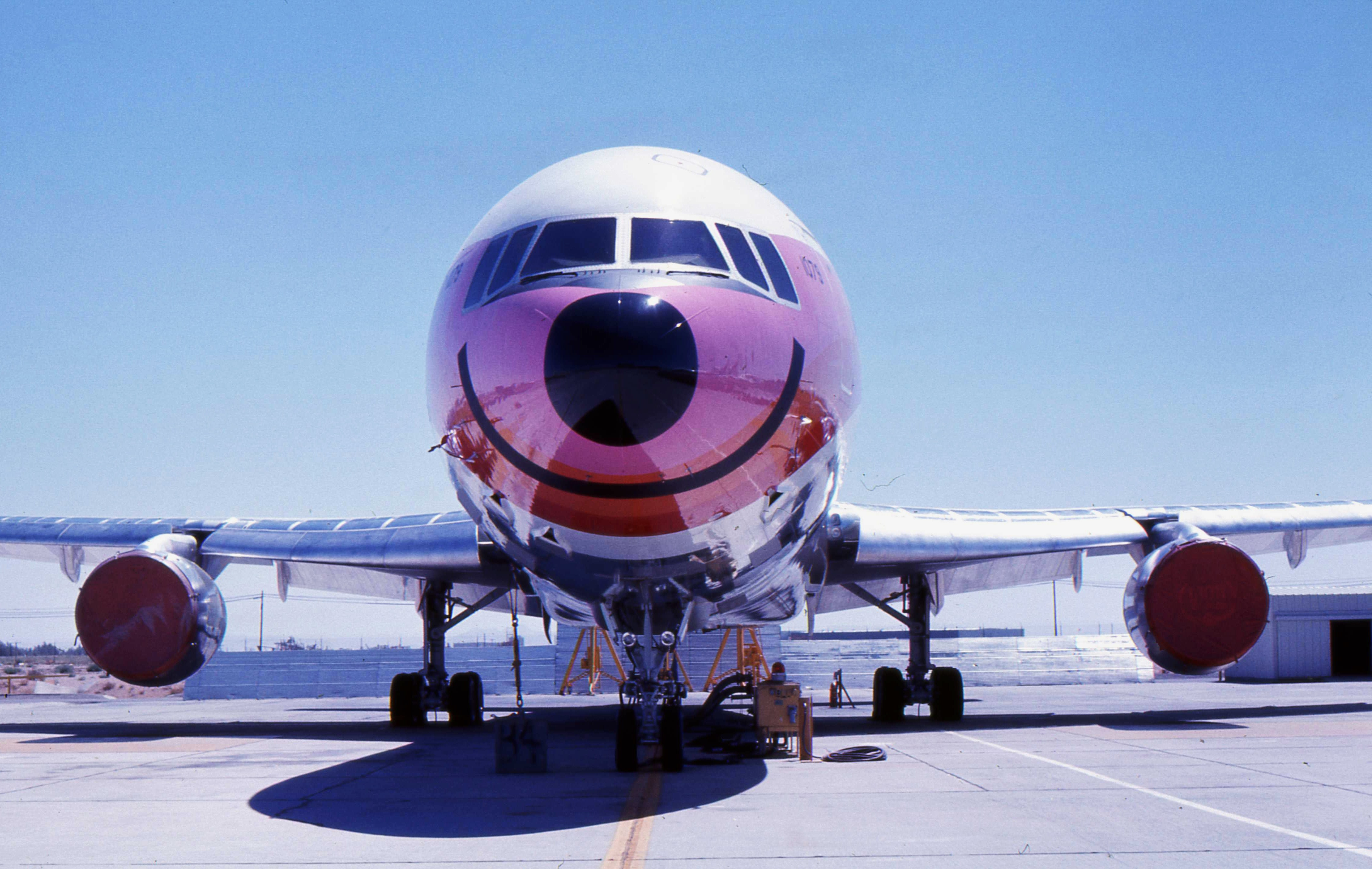
太平洋西南航空的一架洛歇L-1011，机头绘有笑脸图案

太平洋西南航空以輕鬆幽默著名。在當時，公司的口號為 "世界上最友善的航空公司"，在飛機的機鼻也有著顯眼的微笑商標，廣告宣傳則是 "Catch Catch Our Smile"。在太平洋西南航空被全美航空收購後，曾為太平洋西南航空的機械技工還常常開玩笑地在全美航空的飛機上畫上笑臉。因為太平洋西南航空是以聖地牙哥為營運中心，再加上低廉的票價，駐紮當地軍人經常搭乘，戲稱太平洋西南航空為 "窮水手航空公司"（Poor Sailor's Airline）。
在1970年代，太平洋西南航空以大膽的色彩運用與極短的空姐制服出名。一名太平洋西南航空的前空姐馬莉蓮垂特（Marilyn Tritt）就曾經寫過一本書來描述當年她在太平洋西南航空服務的經驗談，書名就叫作 Long Legs and Short Nights（國際標準書碼為0-9649577-0-1）。
後來西南航空的創始人賀伯凱勒（Herb Kelleher）就曾徹底地研究過太平洋西南航空的公司文化，並將之運用在西南航空的公司經營上。就連早期的空姐也與太平洋西南航空的短裙制服相似。

## 意外事故
- 1978年9月25日，太平洋西南航空182號班機，波音727-200機型，在由加州首府薩克拉門托，中停洛杉磯，飛往聖地牙哥的航線中，在準備降落在聖地牙哥機場時，在空中與一架塞斯納C-172訓練機相撞，兩架飛機均墜毀在聖地牙哥市的北公園區（North Park），太平洋西南航空上128乘客與7名機組員與訓練機上乘客全數罹難，此外還造成地面上7人喪生，9人受傷，22棟民宅半毀或全毀。該事件總共造成144人罹難，是聖地牙哥郡與加州飛航史上死傷最嚴重的空難事件。
- 1987年12月7日，太平洋西南航空1771號班機，墜毀在加州聖路易斯-奥比斯波縣的卡幽卡斯市（Cayucos）附近。該班機是由洛杉磯國際機場飛往舊金山國際機場的定期航班（四個發動機的BAe 146-200機型）。起因為一名前員工因不滿被解僱且企圖復職未果，帶槍上機射殺了其前主管，與兩名機師，以及意圖拯救飛機的一名下班機長；隨後飛機以接近90度垂直高速墜落，飛機即刻解體。機上38名乘客與5名機組員全數罹難。

### 劫機事件
以下的列表僅包含重大的劫機事件，如人員喪生或成功飛往美國境外。其他的劫機事件並不包含在內，如事件中無人傷亡，或單人劫機者投降。
- 1972年1月7日，太平洋西南航空902號班機，一架由舊金山飛往洛杉磯的波音737-200客機，中途被劫機。在機長與劫機者談判後，所有的乘客在洛杉磯機場被釋放，但3名執勤的機組員與另外3名公休的機組員並未被釋放，最後飛機飛往古巴。[3][4]
- 1972年7月5日，太平洋西南航空710號班機，一架計畫由加州首府沙加緬度飛往舊金山的737-200客機，中被挾持，劫機者要求美金80萬的贖金，並要飛往苏联。在警方攻堅的過程中，一名乘客與兩名劫機者在槍戰中身亡。[5]此外，兩名乘客中彈受傷，其中一人是當時著名的電視演員楊森（Victor Sen Yung）。[6]

## 航點

### 加利福尼亞州
加州首府沙加緬度、奧克蘭、舊金山、蒙特瑞（Monterrey）、斯托克顿、聖荷西、 弗雷斯诺、洛杉磯地區的Burbank與Ontario、洛杉磯、橘郡、長灘、聖地牙哥。

### 亞利桑那州
鳳凰城與圖森

### 科羅拉多州
Steamboat Springs

### 新墨西哥州
Albuquerque

### 內華達州
拉斯維加斯與雷諾

### 奧勒岡州
波特蘭、Eugene、Bend Redmond、Medford。

### 華盛頓州
Bellingham、西雅圖、Spokane、Pasco、Yakima。

### 墨西哥
Los Cabos，Mazatlan，Puerto Vallarta。

## 機隊歷史
- 9 - 道格拉斯DC-3
- 4 - 道格拉斯DC-4
- 1 - 道格拉斯DC-6B
- 9 - 洛克希德L-188 Electra
- 7 - 波音727-14
- 1 - 波音727-114
- 2 - 波音727-173C
- 5 - 波音727-51
- 1 - 波音727-81
- 18 - 波音727-214
- 2 - 波音-2J7A
- 7 - 波音727-214A
- 5 - 波音727-254
- 1 - 波音727-2Q8A
- 12 - 波音737-214
- 2 - 波音737-293
- 4 - 道格拉斯DC-9-31
- 2 - 道格拉斯DC-9-32
- 5 - 洛克希德L-1011-1三星機
- 21 - 麥道MD-81
- 17 - 麥道MD-82
- 1 - BAe 146-100
- 2 - BAe 146-100A
- 5 - BAe 146-200
- 19 - BAe 146-200A

## 外部連結
- The PSA History Museum（页面存档备份，存于） - Dedicated to preserving the history of PSA
- Catch Our Smile（页面存档备份，存于） - Extensive history and images of PSA
- PSA-history.org（页面存档备份，存于） - History of PSA
- （页面存档备份，存于） - Poor sailors' airline: A history of Pacific Southwest Airlines